# دان كورتزمان
دانييل هالبيرين كورتزمان (بالإنجليزية: Daniel Halperin Kurzman) (27 مارس 1922م سان فرانسيسكو - 12 ديسمبر 2010م، مانهاتن)، كان صحفيًّا أمريكيًّا ومؤلفًا للكتب المتعلقة بالتاريخ العسكري. درس في جامعة كاليفورنيا في مدينة بيركيلي، وخدم في الجيش الأمريكي في الفترة من 1943م إلى 1946م، وأنهى دراسته في بيركلي حيث حاز على درجة البكالوريوس في العلوم السياسية. وفي نهاية حياته عاش دان كورتزمان في بلدة نورث بيرغين في ولاية نيو جيرسي مع زوجته فلورنس. وتوفي في 12 ديسمبر 2010م بعمر يناهز 88 عامًا في مانهاتن. وكانت زوجته قد توفيت قبله بعام واحد.